# Fay, Sarthe
Fay är en kommun i departementet Sarthe i regionen Pays de la Loire i nordvästra Frankrike. Kommunen ligger i kantonen Allonnes som tillhör arrondissementet Le Mans. År 2022 hade Fay 736 invånare.

## Befolkningsutveckling
Antalet invånare i kommunen Fay
| Referens: INSEE |